# Orquesta Sinfónica de Vancouver
La Orquesta Sinfónica de Vancouver (en inglés: Vancouver Symphony Orchestra, abreviada como VSO) es una agrupación orquestal canadiense con sede en Vancouver, Columbia Británica, que fue fundada en 1930 por la Sociedad Sinfónica de Vancouver (Vancouver Symphony Society). La sede oficial es el Teatro Orpheum, aunque toca en doce auditorios. Con un presupuesto anual de 9.5 millones de dólares, es la tercera orquesta sinfónica más grande de Canadá. Realiza 140 conciertos por temporada. Cerca de 240000 personas ven sus actuaciones en directo cada año. 

## Historia
La Orquesta Sinfónica de Vancouver (VSO) fue fundada por la Sociedad Sinfónica de Vancouver en 1930, en gran medida bajo los esfuerzos de la mecenas Elisabeth Rogers. Dos orquestas anteriores no relacionadas habían tocado bajo el nombre de "Orquesta Sinfónica de Vancouver"; la primera de ellas fue formada en 1897 por Adolf Gregory y solo duró una temporada. La segunda VSO fue formada en 1919 por el director de orquesta Henry Green y fue dirigida por F.L. Beecher (presidente) y Doña B.T. Rogers (vicepresidente). Esta orquesta esistió dos temporadas antes de que las dificultades financieras y la desaparición de Green forzara a la orquesta a parar las actividades en 1921
Adicionalmente a sus conciertos regulares, la VSO también tocó como la orquesta de la compañía de la Ópera de Vancouver durante 1960 y 1970, hasta la creación de la Orquesta de la Ópera de Vancouver en 1977. Durante 1960 y 1970 la orquesta apareció en concierto junto al Quinteto de Viento y Madera de Vancouver.
A lo largo de su larga historia, la VSO ha tenido sus éxitos y fracasos. En 1979-80 la VSO tuvo la mayor lista de subscripción que cualquier otra sinfónica de Norteamérica. Sin embargo, incluso con un contrato con CBC, una revista trimestral y una ambiciosa gira, la VSO comenzó a quebrar. En 1988 la VSO fue forzada a parar durante cinco meses para reagruparse hacer frente a un déficit de 2.3 millones de dólares.
Con la intervención de la financiación local y una concesión de 500 mil dólares del Gobierno de Canadá, la VSO comenzó a reconstruirse centrándose en obras populares y colaboraciones con artistas contemporáneos. 
With local financial intervention, and a $500,000 federal grant, the VSO began to rebuild, focusing more attention on popular works and collaborations with contemporary artists. Con este propósito, la VSO continuamente ha nombrado a un compositor residente desde 1996.
Desde el 2000, el director de la VSO es Bramwell Tovey. Su contrato inicial fue extendido en diciembre del 2003 hasta la temporada 2009-10, y luego extendido en enero del 2010 hasta la temporada 2014-15. El laureado conductor de la VSO en Kazuyoshi Akiyama que fue el director musical desde 1972 hasta 1985. Jeff Tyzik es el principal conductor de la orquesta.
El Maestro Tovey de la VSO ganó en 2008 un Grammy por la Mejor Actuación Instrumental de un Solista (con Orquesta), por su grabación del "violin concerti" Korngold, Barber y Walton, junto al violinista canadiense James Ehnes. La grabación ganó un Premio Juno por Álbum Clásico del año - Larga duración junto a Orquesta o Solo con Gran Acompañamiento.
La VSO aparece 18 veces anualmente en la CBC (5 conciertos repetidos 2 veces cada uno) incluyendo su ahora muy popular concierto de Navidad.

## Directores
- Allard de Ridder (1930-1941)
- Jacques Singer (1947-1950)
- Irwin Hoffman (1952-1963)
- Meredith Davies (1964-1970)
- Kazuyoshi Akiyama (1972-1985)
- Sergiu Comissiona (1991-2000)
- Bramwell Tovey (2000-presente)

## Compositores residentes
- Rodney Sharman (1997- 2000)
- Jeffrey Ryan (2000-2007)
- Scott Good (2008-presente)

## Discografía selecta
- Open Heart Symphony, un álbum en directo grabado junto a la banda de folk rock Spirit of the West.
- Jann Arden Live with the Vancouver Symphony Orchestra un álbum en directo grabado junto a la estrella pop Jann Arden.
- Barber, Korngold, Walton, Violin Concertos, Soloist James Ehnes, Vancouver Symphony Orchestra, Bramwell Tovey, Premios Grammy: ganador 2008, Premios Juno: ganador 2008.